# 冥王星地质

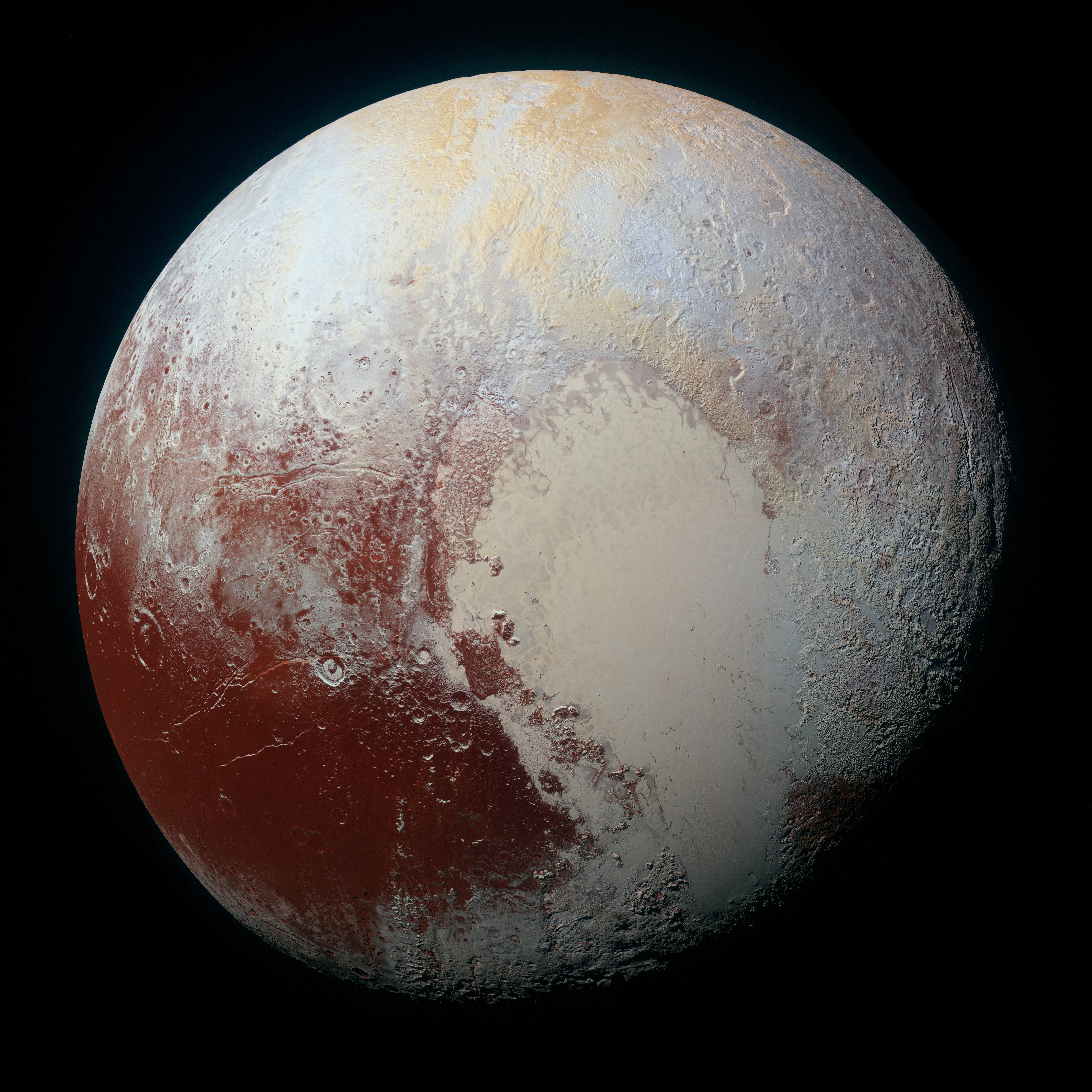
為了凸顯表面組成差異的冥王星表面強化彩色影像。

冥王星的地質是指對冥王星表面組成、外殼與內部結構的相關研究。因為冥王星距離地球極為遙遠，所以在地球上難以對冥王星進行深入研究。直到2015年7月14日新视野号飛掠冥王星系統以前，冥王星地質的細節並不為人所知。

## 表面

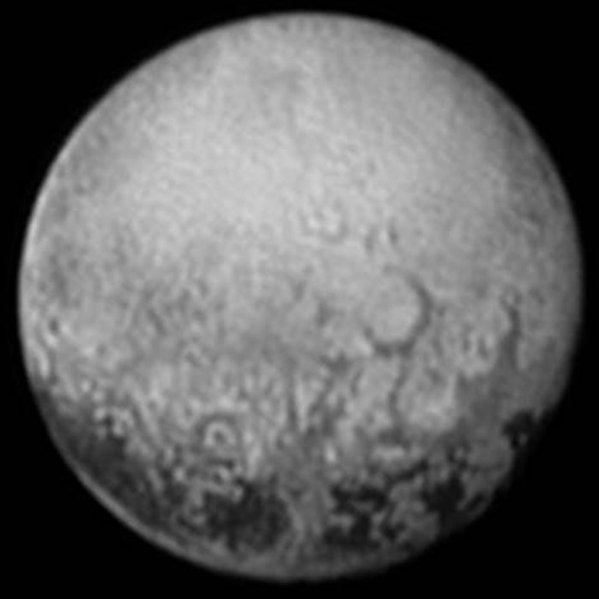
2015年7月11日拍攝的冥王星影像，赤道暗區以北可見多邊形地形。

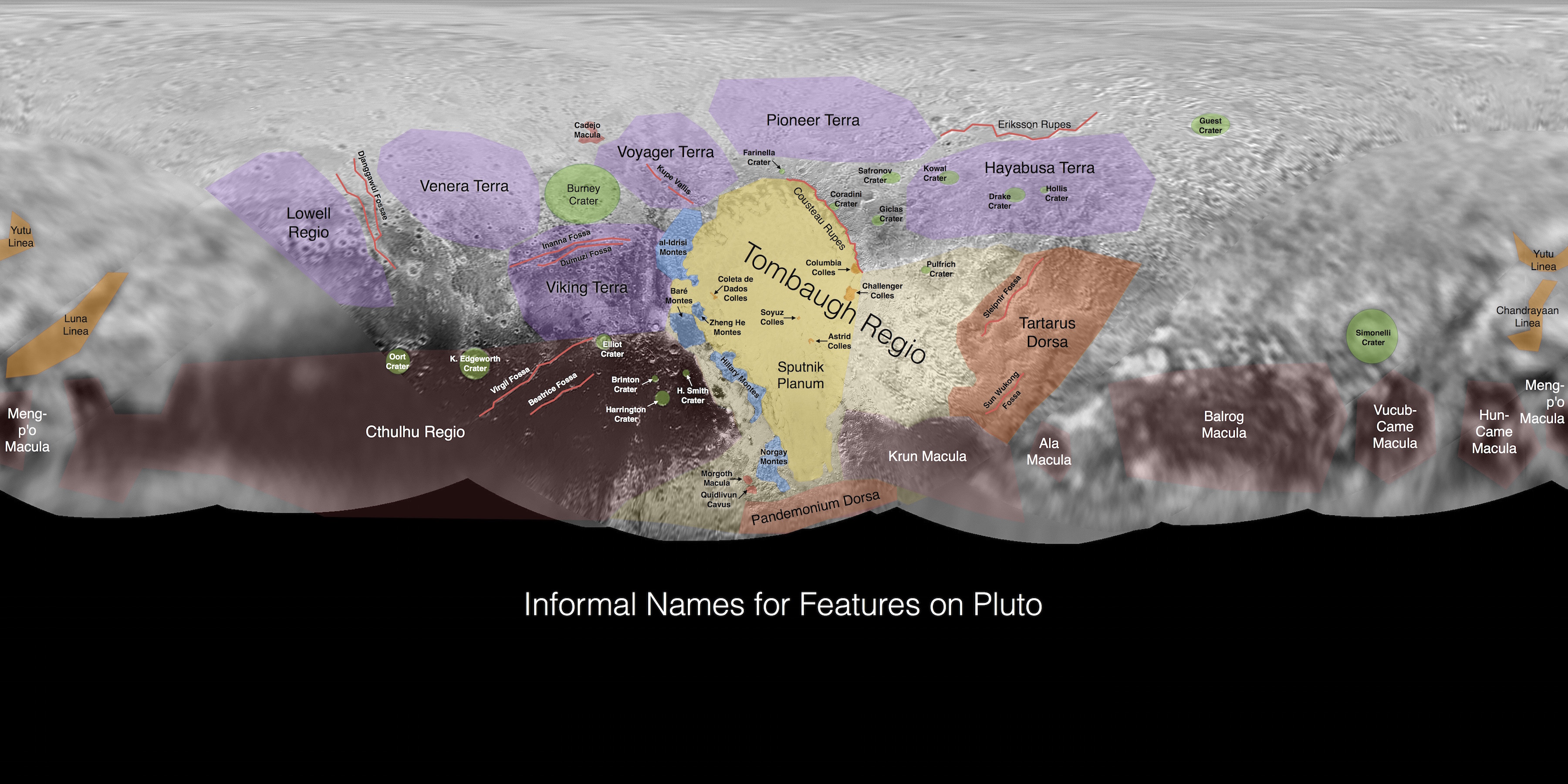
由新視野號拍攝照片製成的冥王星表面地圖，中央為180°經線（正對著冥衛一）。

冥王星的表面有98%以上是冰凍的固態氮，以及痕量的甲烷和二氧化碳。冥王星固定對著冥衛一的一面含有較多甲烷冰，而另一面則有較多固態氮與固態二氧化碳。
哈伯太空望遠鏡拍攝照片製作的冥王星地圖和紅外線波段的冥王星光變曲線周期性變化可以看出冥王星表面有相當多種地形，使冥王星表面不同區域的亮度與顏色有明顯差異，表面反照率在0.49到0.66之間變化。冥王星是太陽系天體表面各區域對比最明顯天體之一，與土星衛星土衛八相當。冥王星表面的顏色有碳黑、深橙與白色。冥王星的顏色較類似木衛一，但更偏橙色，並且紅色色澤較火星淡。
1994到2003年間冥王星表面曾經歷顏色變化，冥王星北極區在這期間變亮，而南半球則變暗。2000到2002年間冥王星整體表面大幅紅化。冥王星表面顏色快速變化可能與冥王星大氣層季節性的升华和凝固有關，並且冥王星的極大轉軸傾角和高度軌道離心率也加強了這些反應。

### 軟冰平原和冰河
史波尼克高原可能是由固態二氧化碳等比水冰揮發性更強的物質所組成，而該區域的基底物質是水冰。在該區域表面可見到多邊形結構區域，但在部分區域因為積雪，使影像較模糊。並且在史普尼克高原目前沒有找到撞擊坑。在冰河中可以找到可能是固態氮的物體流入史普尼克高原邊緣的峽谷和隕石坑，而峽谷似乎是侵蝕形成。形成自史普尼克高原的冰或雪看似有部分被移動，之後在高原東方和南方重新沉積成薄層，形成廣大的亮區湯博區。
- 史波尼克高原北緣，影像中指出了固態氮流動方向，與地球上的冰河類似。
- 史波尼克高原南方的多邊形冰裂紋。該區域有風成條紋，可能證明了間歇泉的存在。影像右下方黑點是昇華的結果[9]。
- 綠色區域是史波尼克高原中一氧化碳聚集區域。

### 以水冰組成的山

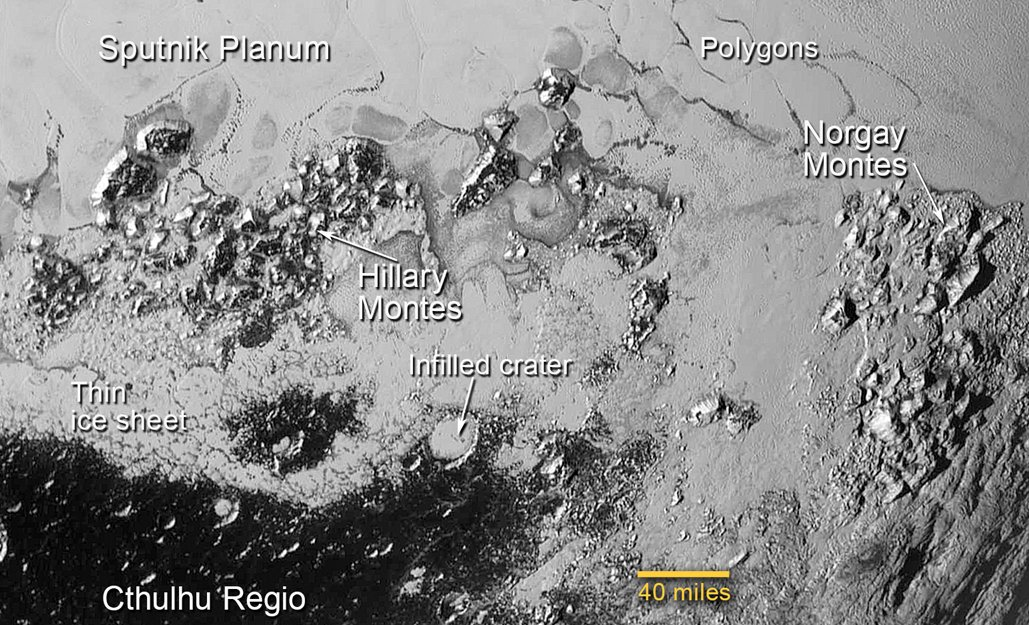
史普尼克高原（上）與克蘇魯高原（下）之間的希拉里山與諾蓋山 。

在史普尼克高原西南與南緣發現了數公里高的山。水冰是在冥王星表面偵測到的低溫固態揮發物中唯一一種強度足以形成如此高度高山的物質。

### 古老隕石撞擊高地
克蘇魯高原和冥王星上的其他暗色區域有許多撞擊坑存在，並且發現了甲烷冰。該區域暗紅色物質可能是從冥王星大氣層落到表面的托林。

### 冥王星北半球
冥王星北半球的中緯度區域有許多種地形存在，讓人聯想到海衛一的表面。冥王星北極區有一個主要由甲烷冰組成的冰帽，但是固態氮組成的厚層讓當地甲烷被稀釋，並且使冰帽更暗、更紅。
- 冥王星上的甲烷冰分布圖。亮綠色代表極冠，亮紅色則是炎魔斑。
- 冥王星赤道暗區以北的區域是複雜的各種地形存在區域。

### 可能存在的冰火山
冥王星大氣層主要由氮分子（N
2）組成，並且因為來自太陽的紫外線照射，造成冥王星大氣層每小時散逸數百公噸。目前仍不完全了解氮的來源，但是冥王星的氮逃逸率過高，不可能靠彗星撞擊維持大氣中的氮含量。因此另一個替代假設是氮來自於冰火山或噴泉噴出氮。最近的冥王星構造地質影像暗示了有物質從冥王星內部噴出，並且噴泉噴發物在冥王星表面留下的痕跡支持了物質噴發的假設。

## 內部結構
- 1. 冰凍固態氮[2]

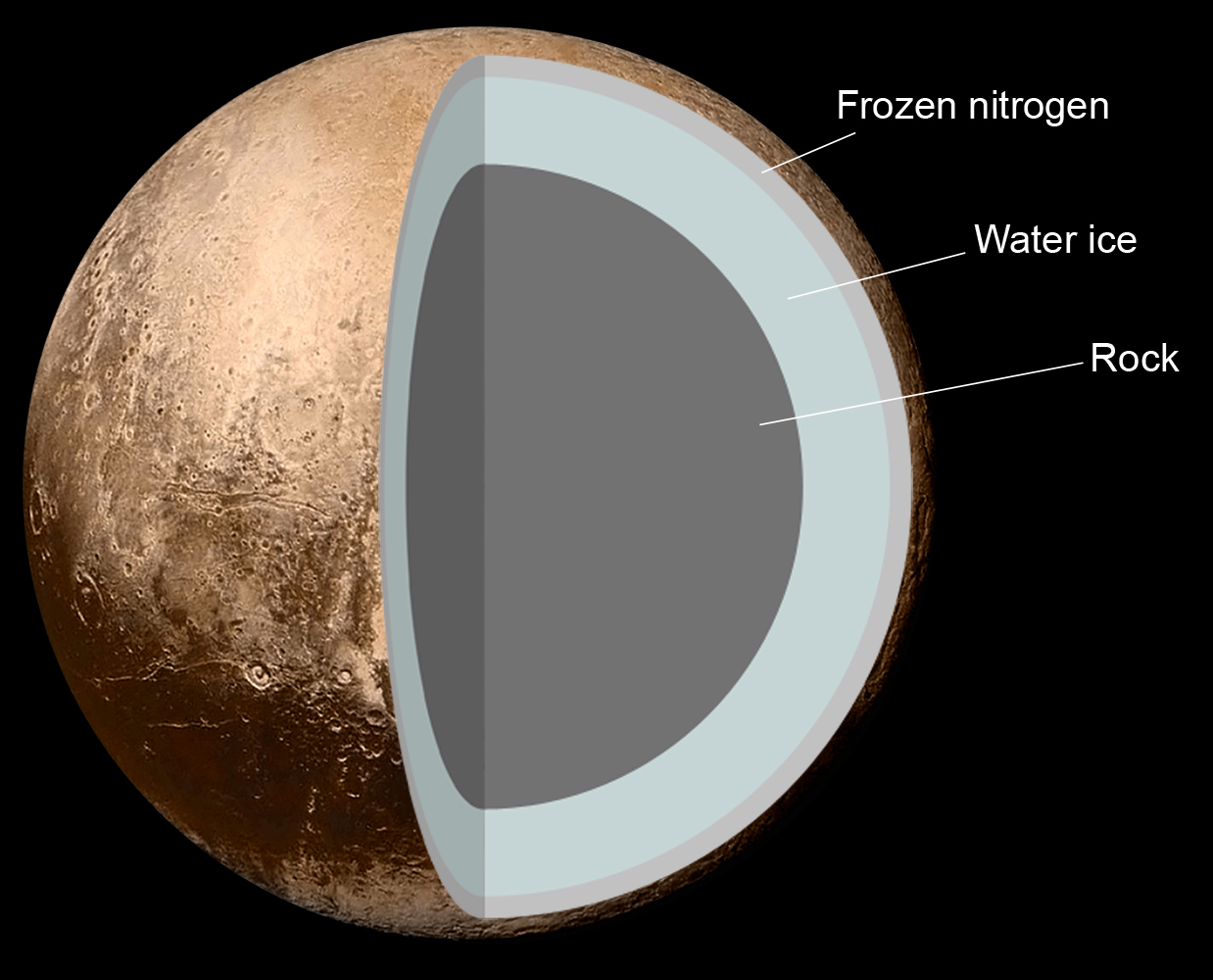
理論推測的冥王星內部結構 1. 冰凍固態氮
2. 水冰
3. 岩石

冥王星的密度是 1.87 g/cm3。因為放射性元素衰變產生的熱足以加熱冰，使岩石得以分離出來，科學家因此推論冥王星內部有分層構造；岩石往冥王星中心下沉形成核心，周圍環繞著水冰組成的地幔。
相關研究假設冥王星核心的直徑約為1700公里，約冥王星直徑的70% 。冥王星核心內可能仍有放射衰變發生，衰變的熱能使水冰融化產生了表面以下深度100至180公里的海洋，該海洋也成為冥王星地核與地函交界 。德國航空太空中心（DLR）行星研究所計算結果顯示，冥王星的密度/半徑比例和海衛一一樣位在一個過度區域，這個區域是介於由冰組成的中等體積土星的衛星與天王星的衛星和岩石組成的木星的衛星（例如木衛一）之間。

## 外部連結
- Pluto viewed through the years (NASA; GIF animation; 15 July 2015). （页面存档备份，存于）